# Benzinmotor
 Denne artikel omhandler dette opslags indhold. Opslagsordet har også en anden betydning, se wankelmotor.
En Benzinmotor (eller Otto-motor) er en forbrændingsmotor designet til at køre på benzin. Benzinmotorer kan ofte tilpasses til også at køre på brændstoffer såsom flydende petroleumsgas og ethanolblandinger (såsom E10 og E85). De kan være designet til at køre på benzin med en højere oktanværdi, som sælges på tankstationer.
De fleste benzinmotorer bruger tændrørsantænding, i modsætning til dieselmotorer, der kører på dieselolie og typisk bruger kompressionstænding. En anden væsentlig forskel fra dieselmotorer er, at benzinmotorer typisk har en lavere kompressionsratio.
En Ottomotor/benzinmotor kan realiseres på 2 måder, enten som totaktsmotor eller firetaktsmotor. Begge realiseringer benytter Otto-kredsprocessen.

## Historie
Den første praktiske benzinmotor blev bygget i 1876 i Tyskland af Nikolaus August Otto og Eugen Langen, selvom der tidligere havde været forsøg af Étienne Lenoir i 1860, Siegfried Marcus i 1864 og George Brayton i 1873.